# Nemojany
Nemojany jsou obec asi sedm kilometrů jihozápadně od Vyškova v okrese Vyškov v Jihomoravském kraji. Žije zde 875 obyvatel.

## Název
Na vesnici bylo přeneseno původní pojmenování jejích obyvatel Nemojané, množné číslo osobního jména Nemoj (v jehož druhé části je mój - "můj"). Jméno zprvu označovalo Nemojovy, tedy Nemojovu rodinu.

## Historie
První písemná zmínka o obci pochází z roku 1141 (Nemyiaz). Nemojany patřily v dávných dobách k řádu Jezuitů, čemuž nasvědčuje název bývalého zájezdního hostince při státní silnici ve směru na Vyškov s názvem Jezovitská. V roce 1891 byl hostinec zbourán a staveniště bylo přeměněno v pole. V obci se nacházely tři mlýny poháněné vodním náhonem – mlýn čp. 37, mlýn Chobot a mlýn Hranáč. Tyto budovy se doposud zachovaly, neplní však svoji původní funkci. Železnice z Přerova do Brna byla dostavěna v roce 1868. V roce 1874 byla zřízena zastávka na katastru obce Nemojany. Tato zastávka byla pojmenována Luleč, protože se o její zřízení obec Luleč přičinila.

## Obyvatelstvo

### Struktura
V obci k počátku roku 2016 žilo celkem 675 obyvatel. Z nich bylo 334 mužů a 341 žen. Průměrný věk obyvatel obce dosahoval 41 let. Dle Sčítání lidu, domů a bytů provedeném v roce 2011, kdy v obci žilo 654 lidí. Nejvíce z nich bylo (19 %) obyvatel ve věku od 0 do 14  let. Děti do 14 let věku tvořily 19 % obyvatel a senioři nad 70 let úhrnem 6,9 %. Z celkem 530  občanů obce starších 15 let mělo vzdělání 35,5 % střední včetně vyučení (bez maturity). Počet vysokoškoláků dosahoval 14 % a bez vzdělání bylo naopak 0,2 % obyvatel. Z cenzu dále vyplývá, že ve městě žilo 301 ekonomicky aktivních občanů. Celkem 93 % z nich se řadilo mezi zaměstnané, z nichž 68,1 % patřilo mezi zaměstnance, 6,6 % k zaměstnavatelům a zbytek pracoval na vlastní účet. Oproti tomu celých 51,8 % občanů nebylo ekonomicky aktivní (to jsou například nepracující důchodci či žáci, studenti nebo učni) a zbytek svou ekonomickou aktivitu uvést nechtěl. Úhrnem 294 obyvatel obce (což je 45 %), se hlásilo k české národnosti. Dále 161 obyvatel bylo Moravanů a 5 Slováků. Celých 272 obyvatel obce však svou národnost neuvedlo.
| Rok            | 1869 | 1880 | 1890 | 1900 | 1910 | 1921 | 1930 | 1950 | 1961 | 1970 | 1980 | 1991 | 2001 | 2011 | 2021 |
| -------------- | ---- | ---- | ---- | ---- | ---- | ---- | ---- | ---- | ---- | ---- | ---- | ---- | ---- | ---- | ---- |
| Počet obyvatel | 453  | 475  | 460  | 474  | 511  | 524  | 625  | 566  | 623  | 613  | 623  | 539  | 517  | 654  | 737  |
| Počet domů     | 66   | 72   | 81   | 92   | 106  | 114  | 137  | 163  | 170  | 169  | 190  | 217  | 225  | 251  | 291  |

## Obecní správa

### Obecní symboly
Znak a vlajka byly obci uděleny rozhodnutím předsedy Poslanecké sněmovny Parlamentu České republiky dne 17. února 2006.

## Doprava
Územím vedou dálnice D1 a silnice II/430 v úseku Rousínov–Vyškov. Dále zde vedou silnice III. řídy:
- III/37926 Luleč – Nemojany – Habrovany
- III/37927 k železniční stanici Luleč
- III/37928 Nemojany – Pístovice
- III/37929 Tučapy – Nemojany

## Pamětihodnosti
- Boží muka
- Kaple svatého Jana Nepomuckého na návsi

## Významní rodáci
- Antonín Adamec (1853-1913), římskokatolický kněz, pedagog, literát a kanovník Královské stoliční kapituly sv. Petra a Pavla v Brně.
- František Adamec (1866–1946), římskokatolický kněz, včelařský odborník – propagátor „Adamcovy míry“ a „Adamcova úlu“.
- František Hekl (1915-1941), byl československým pilotem Československého letectva a později Royal Air Force během druhé světové války.

## Fotogalerie

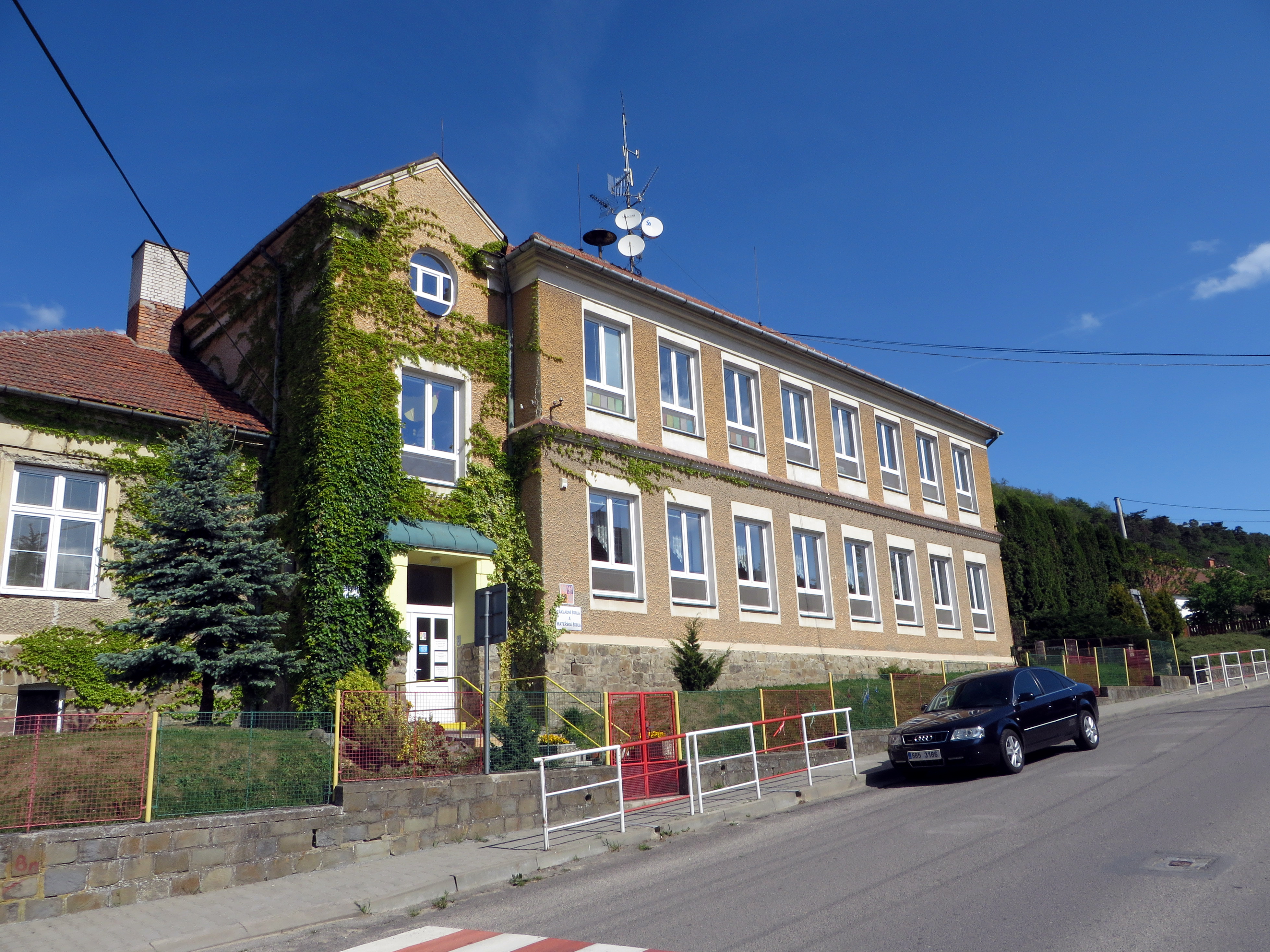
Škola v Nemojanech
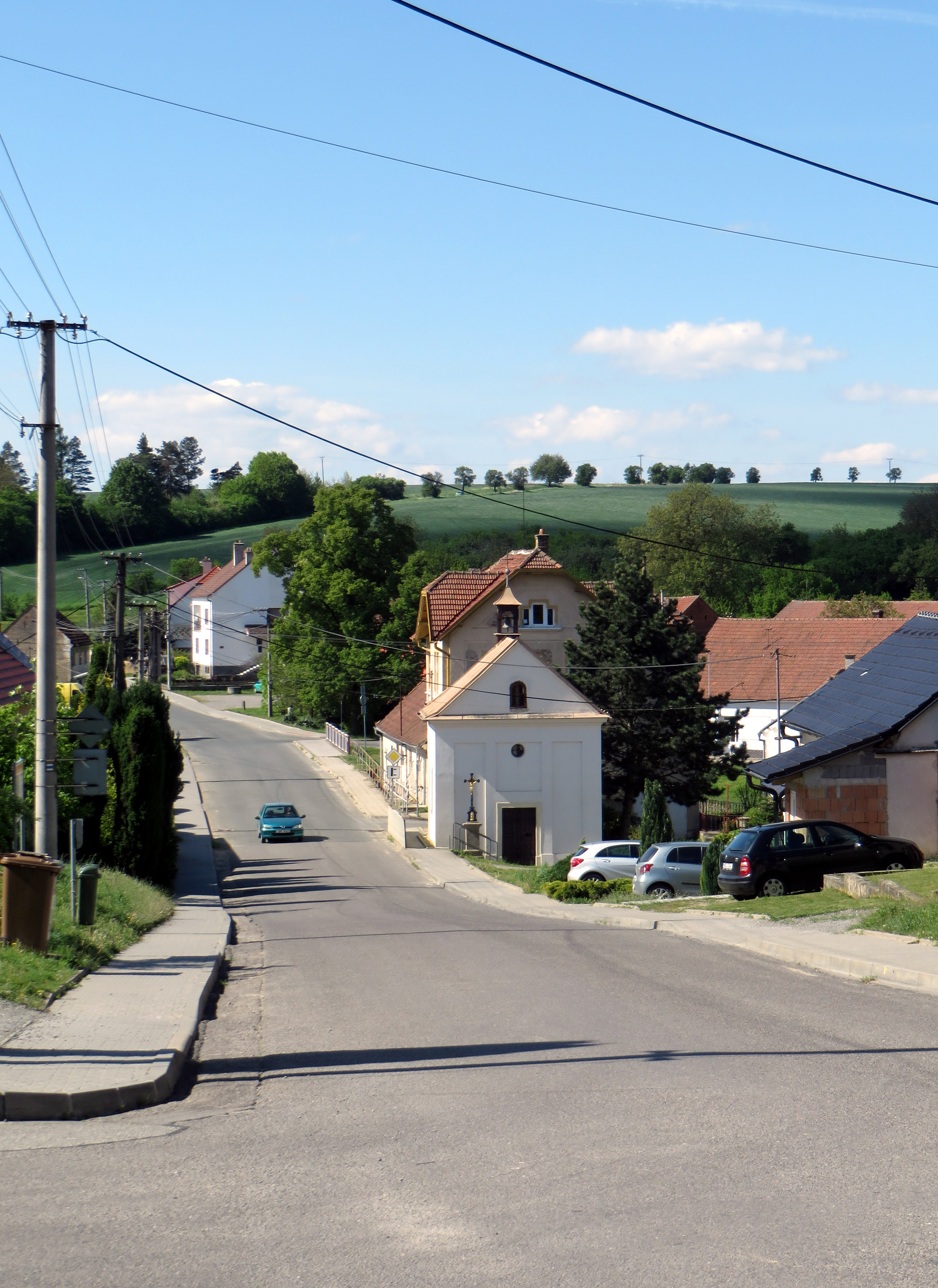
Kaple svatého Jana Nepomuckého
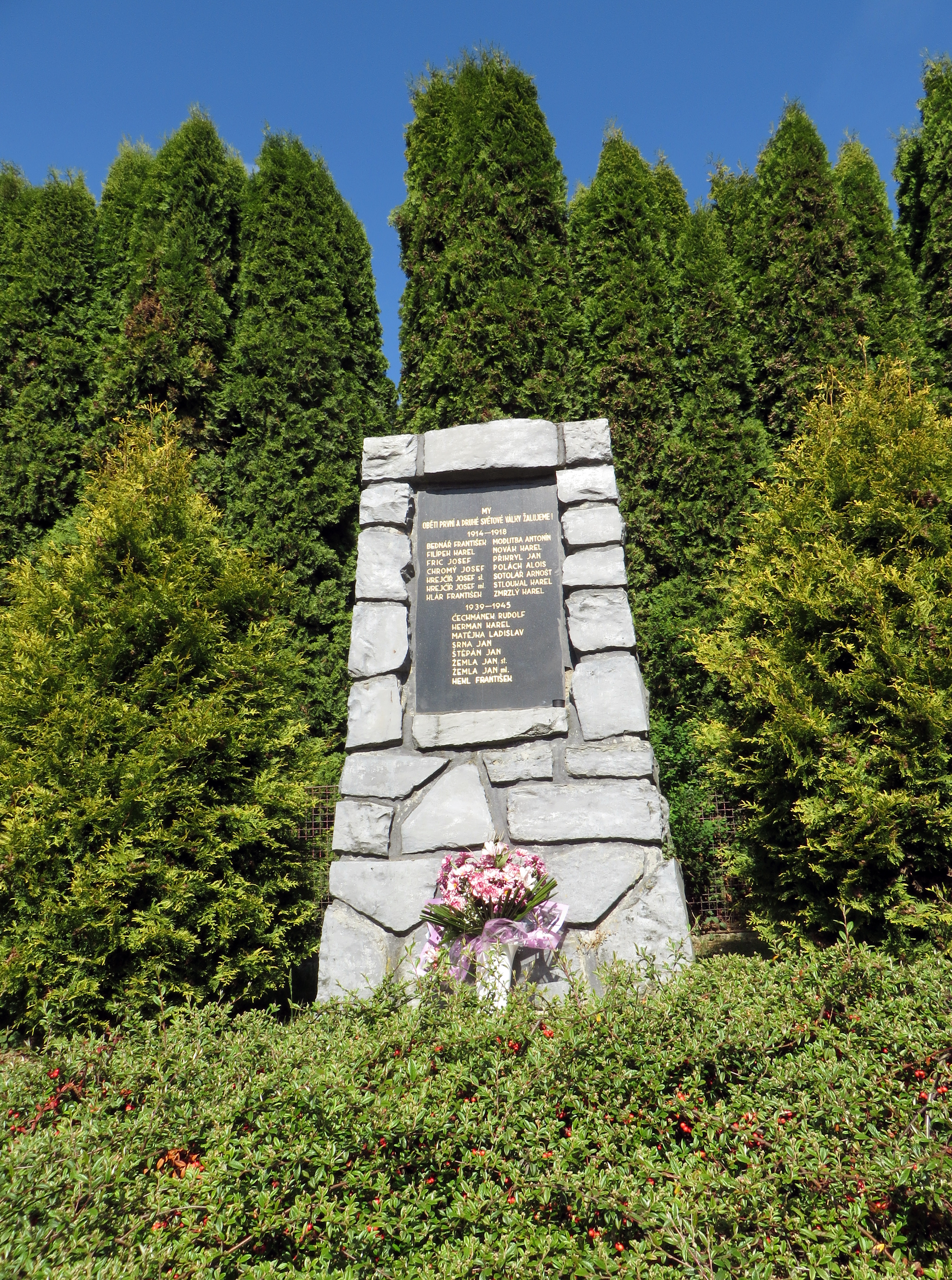
Pomník padlých